# Cafeteria (szolgáltatás)
A cafeteria angol szó jelentése önkiszolgáló étterem, vendéglő illetve kávéház, erre az önkiszolgálásra utaló kifejezés az alapja a béren kívüli juttatásokra használt cafeteria rendszernek. A munkáltató cég, vállalat vagy vállalkozás által meghatározott adómentes juttatásokból választ a munkavállaló, saját pillanatnyi élethelyzetének, igényeinek, motiváltságának megfelelően a béren kívüli meghatározott keretösszegből.

## Kialakulása
Az 1970-es évek elején az Egyesült Államokban kutatók vizsgálták a dolgozók elkötelezettségét és elégedettségét a cégeknél. Megállapították, hogy a munkabér növelése egy bizonyos szinten felül már nem fokozza az elégedettséget, ily módon a befektetett bértömeg nem térül meg teljes egészében, vagyis gazdasági értelemben veszteség keletkezik. A probléma megoldására béren kívüli juttatásokat kezdtek nyújtani, azonban az eredmény nem volt egységes. Az eredmény sikerének függvénye volt a dolgozó életkora, családi-egészségi állapota, egyéb személyi jellemzői.
Ekkor dolgozták ki a rugalmas, választható cafeteria rendszert, amely gyorsan elterjedt. Az 1990-es évek elején már az USA-n kívül, Kanadában és Angliában közkedveltté vált, ma már a világ számos országában elterjedtek a hasonló bevált megoldásokkal működő rendszerek.

## Magyarországon
Magyarországon 1995–1996-ban jelentek meg az első étkezési jegyek, melegétel-utalványok. Kezdetben a munkáltatók 15-20%-a adott valamilyen béren kívüli juttatást.
A bérekhez képest alacsonyabb adóvonzattal rendelkezik, költséghatékony juttatási módszer, járulékmentes elemek is rendelkezésre állnak. Kevésbé megterhelő, mintha ugyanazt az összeget fizetné ki a vállalkozás nettó munkabérre, mert a cafeteria jellemzően 30%-os költségmegtakarítást eredményezhet. A cafeteria rendszer alkalmazása a mindenkori pénzügyi helyzethez igazítható, a felhasználás folyamatosan mérhető és nyomon követhető.
Az átlátható cafeteria rendszerben a juttatások bruttó összegét a dolgozók jobban kihasználhatják, ismerik az elemek értékét és a rendelkezésre álló keretösszeget, így könnyedén összeválogathatják a számukra kedvező, egyedi és egyéni igényeiknek megfelelő változatot.
Igénybe vehető fajtái: étkezési utalvány, melegétel-utalvány, ajándékutalvány (szépségápolási, sport-, ruházati cikkekre, utazásra, kulturális célokra), beiskolázási, kulturális, internet-, egészségpénztári juttatások, üdülési csekk, utazásiköltség-térítés, Erzsébet-utalvány, Széchenyi-kártya, Szép-utalvány.
A személyi jövedelemadó törvény értelmében az éves igénybe vehető béren kívüli juttatási keretösszege 400 000 Ft.[mikor?] Az átlagos felhasználás jelenleg[mikor?] 180 000 Ft, amely 133 000 Ft bruttó bérnek felel meg. A munkavállaló – bére mértékétől függően – a bruttó bér 45‑65%‑át kapja kézhez, törvényes adócsökkentési eszköz.

### Külföldi cégek ellehetetlenítése
2012-ben három nagy francia cég uralta a piacot (90%-os részesedés): Edenred, Sodexo, Le Chèque Déjeuner, akik számára nagyon jövedelmező volt az utalványüzlet. A második Orbán-kormány úgy döntött, hogy ebből a piacból az állam is szeretne részesedni, és váratlanul bevezették az Erzsébet-utalványt és a SZÉP-kártyát (kibocsátó: Nemzeti Üdülési Szolgálat Kft., később Erzsébet Utalványforgalmazó Zrt.). Az adótörvényeket úgy változtatták meg, hogy az állami szolgáltatások a munkáltatók számára 31%-os, míg a többiek szolgáltatása 51%-os adóterhet jelentett, amivel gyakorlatilag ellehetetlenítették a korábbi piaci cégek működését. Tovább torzították a piacot azzal, hogy 2013-tól fogyasztásra kész ételt (meleg és hideg ételeket) az új szabály szerint már csak az Erzsébet-utalvánnyal engedtek vásárolni. Az intézkedések hatására a bevételeik felére, ötödére csökkentek, nyereségük is töredékére esett vissza a korábbiaknak. A szolgáltatások szabad nyújtásának akadályozása miatt az Európai Bizottság kötelezettségszegési eljárást indított Magyarországgal szemben.

#### Az Európai Bíróság 2016. februári ítélete
Orbán Viktor miniszterelnök 2016. március 1-jén jelentette be, hogy Brüsszel "szétzúzta a cafeteria-rendszert" és jelezte, hogy a kormányzat vizsgálja az eddig a cafeteria-rendszerben nyújtott szolgáltatások új jogi keretek közé helyezését.
Az Európai Bíróság nagytanácsának 2016. február 23-i ítélete Magyarország mint EU-tagállam kötelezettségszegését állapította meg a C-179/14. sz. ügyben. Az ügy lényegét a Bíróság az alábbiakban tette közzé:

„„Tagállami kötelezettségszegés – 2006/123/EK irányelv – 14–16. cikk – EUMSZ 49. cikk – Letelepedés szabadsága – EUMSZ 56. cikk – Szolgáltatásnyújtás szabadsága – A munkáltató által az alkalmazottainak juttatott, szálláshelyre, szabadidős tevékenységre és/vagy étkezésre felhasználható, kedvező adózású utalványok kibocsátási feltételei – Korlátozások – Monopólium””

A pert megelőző eljárás során "...[az Európai] Bizottság úgy ítélte meg, hogy a 2011. év folyamán az étkezési és szabadidős utalványokkal, valamint az üdülési csekkekkel kapcsolatos új nemzeti szabályozás elfogadásával Magyarország nem tett eleget a 2006/123 irányelv 9. cikke, 10. cikke, 14. cikkének 3. pontja, 15. cikkének (1) bekezdése, 15. cikke (2) bekezdésének b) és d) pontja, 15. cikkének (3) bekezdése és 16. cikke, valamint az EUMSZ 49. cikk és az EUMSZ 56. cikk szerinti kötelezettségeinek, 2012. június 21‑én felszólító levelet küldött e tagállamnak. Ez utóbbi 2012. július 20‑án levélben válaszolt, melyben vitatta az állítólagos jogsértéseket.
2012. november 22‑én a Bizottság indokolással ellátott véleményt adott ki, amelyben fenntartotta, hogy az említett nemzeti szabályozás sérti a fent hivatkozott uniós jogi rendelkezéseket, az említett irányelv 10. cikkének kivételével, amelynek megsértésére a továbbiakban nem hivatkozott. Következésképpen az említett intézmény felhívta Magyarországot arra, hogy az említett indokolással ellátott vélemény kézbesítésétől számított egy hónapos határidőn belül hozza meg az e véleménynek való megfeleléshez szükséges intézkedéseket.
Mivel nem találta elégségesnek az e tagállam által a 2012. december 27‑i válaszban adott magyarázatot, a Bizottság a jelen kereset megindítása mellett döntött."

Keresetlevelében az Európai Bizottság azt kérte, hogy a Bíróság 

„–        állapítsa meg, hogy a Széchenyi Pihenő Kártya kibocsátásának és felhasználásának szabályairól szóló 55/2011. (IV.12.) Kormányrendeletben (a továbbiakban: 55/2011. (IV.12.) Kormányrendelet) előírt, valamint az egyes adótörvények és azzal összefüggő egyéb törvények módosításáról szóló 2011. évi CLVI. törvénnyel módosított Széchenyi Pihenő Kártya‑ (a továbbiakban: SZÉP‑kártya) rendszer bevezetésével és fenntartásával Magyarország megsértette a belső piaci szolgáltatásokról szóló, 2006. december 12‑i 2006/123/EK európai parlamenti és tanácsi irányelvet (HL L 376., 36. o.) annyiban, amennyiben:
–        az említett kormányrendelet 13. §‑a az Önkéntes Kölcsönös Biztosító Pénztárakról szóló 1993. évi XCVI. törvény (a továbbiakban: Öpt.) 2. §‑a (2) bekezdésének d) pontjával, a külföldi székhelyű vállalkozások magyarországi fióktelepeiről és kereskedelmi képviseleteiről szóló 1997. évi CXXXII. törvény (a továbbiakban: a fióktelepekről szóló törvény) 2. §‑a b) pontjával, valamint a gazdasági társaságokról szóló 2006. évi IV. törvény (a továbbiakban: a gazdasági társaságokról szóló törvény) 1. §‑ával, 2. §‑a (l) és (2) bekezdésével, 55. §‑a (1) és (3) bekezdésével és 64. §‑a (1) bekezdésével együtt értelmezve kizárja, hogy társaságok fióktelepei SZÉP‑kártyát bocsássanak ki, és ezáltal megsérti ezen irányelv 14. cikkének 3. pontját és 15. cikke (2) bekezdésének b) pontját;
–        az említett 13. § ugyanezen nemzeti jogi rendelkezésekkel együtt értelmezve az ugyanezen 13. § a)–c) pontjában foglalt feltételek teljesítése szempontjából nem ismeri el azon vállalatcsoportok tevékenységét, amelyek anyavállalata nem a magyar jog szerint létrejött társaság, és amely csoporthoz tartozó vállalatok nem a magyar jog szerinti társaság formájában működnek, és ezáltal megsérti az említett irányelv 15. cikkének (1) bekezdését, 15. cikke (2) bekezdésének b) pontját, valamint 15. cikkének (3) bekezdését;
–        az 55/2011. (IV.12.) Kormányrendelet 13. §‑a ugyanezen nemzeti jogi rendelkezésekkel együtt értelmezve a bankok, illetve pénzintézetek számára tartja fenn a SZÉP‑kártya kibocsátásának lehetőségét, mivel az említett 13. §‑ban foglalt feltételeket kizárólag ezek az intézmények képesek teljesíteni, és ezáltal megsérti a 2006/123 irányelv 15. cikkének (1) bekezdését, 15. cikke (2) bekezdésének d) pontját, valamint 15. cikkének (3) bekezdését;
–        az említett 13. § – amennyiben a SZÉP‑kártya kibocsátása érdekében magyarországi telephely meglétét írja elő – ellentétes a 2006/123 irányelv 16. cikkével;
–        másodlagosan az 55/2011. (IV.12.) Kormányrendelet által megszervezett SZÉP‑kártya‑rendszer ellentétes az EUMSZ 49. cikkel és az EUMSZ 56. cikkel, amennyiben a 2006/123 irányelvnek a jelen pontban fentebb említett rendelkezései nem terjednek ki az említett nemzeti jogi rendelkezésekre;
–        állapítsa meg, hogy a 2011. évi CLVI. törvénnyel és az Erzsébet‑programról szóló, 2012. évi CIII. törvénnyel (a továbbiakban: az Erzsébet‑programról szóló törvény) szabályozott Erzsébet‑utalvány rendszer, amely monopóliumot hoz létre közszervezetek számára a hidegétkeztetési utalványok kibocsátása területén, és amelynek hatálybalépésére megfelelő átmeneti időszak és intézkedések nélkül került sor, ellentétes az EUMSZ 49. cikkel és az EUMSZ 56. cikkel, amennyiben a 2011. évi CLVI. törvény 1. §‑ának (5) bekezdése és 477. §‑a, valamint az Erzsébet‑programról szóló törvény 2. §‑ának (1) és (2) bekezdése, valamint 6. és 7. §‑a aránytalan korlátozásokat ír elő.”

A kötelezettségi eljárás eredményeként a kormánynak lehetővé kellett volna tenni minden szereplő számára a tisztességes versenyt az utalványpiacon. A kormány azonban nem akarta visszaengedni a külföldi cégeket, inkább azon gondolkoztak, hogy a cafeteria-rendszert megszüntetik, sőt a miniszterelnök még egy olyan ötletet is felvetett, hogy a munkabér egy részét tennék egy adómentessé. (2017-től bevezetésre került az ún. készpénz-cafeteria, az Erzsébet-utalványokat meg akarták szüntetni, de inkább felemelték az adóját)

#### Kártérítések
Az elüldözött cégek beperelték a magyar államot. Elsőnek az Edenred nyert pert egy a felek által választott bíróságon (International Center for Settlement of Investment Dispute, ICSID) 2016-ban, a megítélt 23 millió euró kártérítést (akkor kb. 7 milliárd forint) az állam kifizette (kamatokkal és perköltséggel együtt: 10,1 mrd Ft). A másik két nagy cég is pert nyert később de európai uniós jogi huzavona miatt (az EU-n belül a felek között ne legyenek külsős választott bíróságok) az állam nem fizetett, jogi időhúzásba kezdett. A Sodexo részére 2019-ben 73 millió eurót (akkor kb. 25 milliárd forint), a Le Chèque Déjeuner részére 39 millió eurót (kb. 13 mrd Ft) ítéltek meg. 2023 januárjában derült ki, hogy az állam a Sodexo részére végül 2022 elején 33,5 millió eurót (kb. 12,4 mrd Ft) kifizetett peren kívüli egyezségként, de azt nem lehet tudni, vajon a harmadik céggel is ugyanígy járt-e el.